# Polidoro da Caravaggio

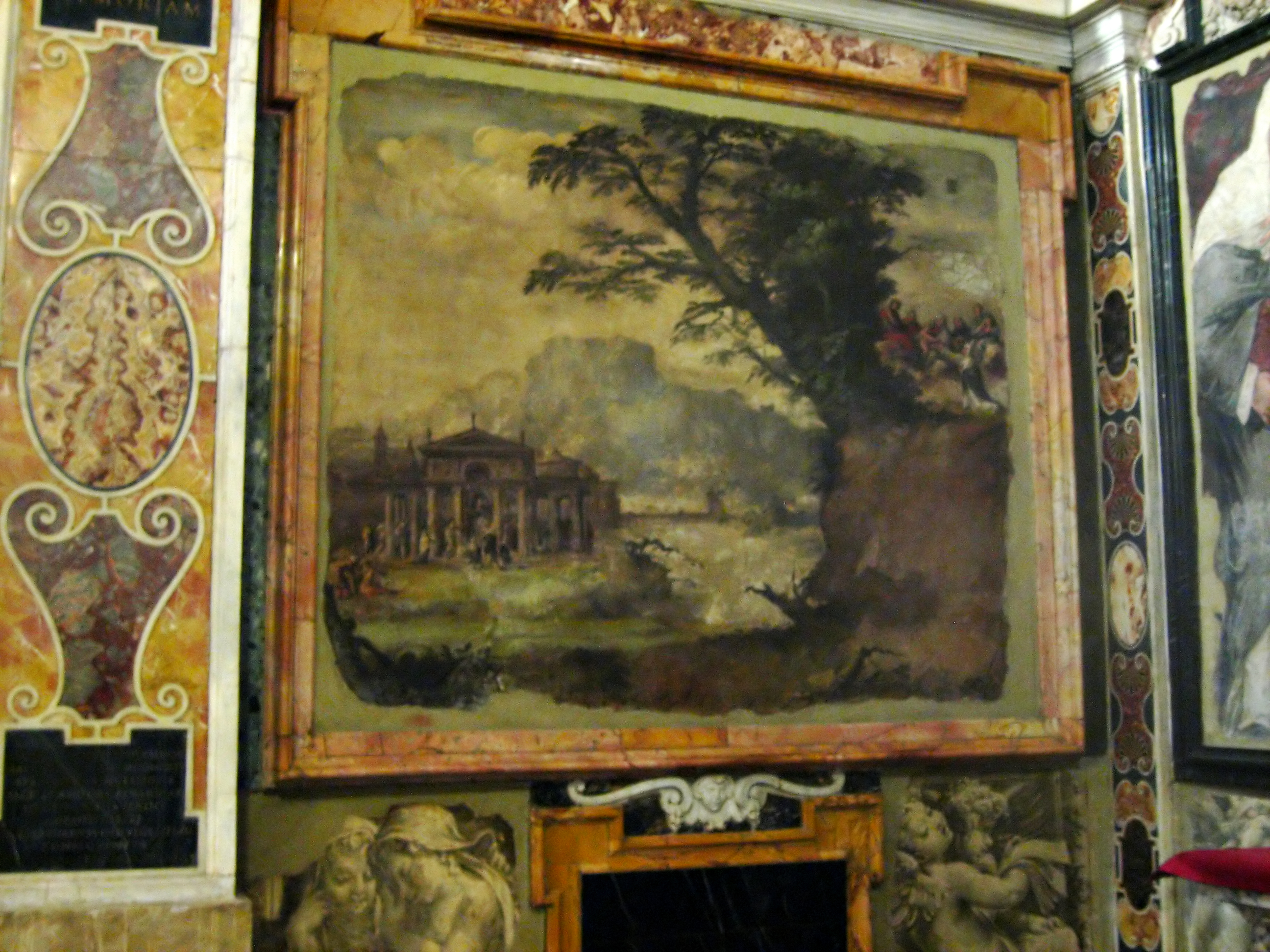
Landschap door Polidoro da Caravaggio en Maturino da Firenze.

Polidoro Caldara, ook bekend als Polidoro da Caravaggio (Caravaggio 1492 of 1495 - Messina, 1543) was een Italiaans kunstschilder.
Polidoro da Caravaggio was vooral een decoratief schilder - hij beschilderde veel façades van huizen in Rome - wiens werken behoren tot het maniërisme, een stijlperiode die zich ontwikkelde uit de hoogrenaissance. Hij was een leerling van Rafaël Santi. 